# Richard Mazur
Richard Mazur (* 24. November 1901 in Wien; † 4. Juni 1957 ebenda) war ein österreichischer Gewerbetreibender und Politiker (anfangs VF, später ÖVP), der vom 13. Dezember 1945 bis zu seinem Tod am 4. Juni 1957 Abgeordneter im Wiener Landtag und Mitglied im Wiener Gemeinderat war. Vom 20. März 1953 bis zu seinem Tod hatte er den Vorsitz des Wiener Gemeinderates inne.

## Leben und Wirken
Richard Mazur wurde am 24. November 1901 in Wien geboren, wo er auch die Volksschule und das Gymnasium besuchte. Im Jahr 1919 begann er ein Studium an der Hochschule für Welthandel und trat hier am 22. November 1919 der K.Ö.H.V. Nordgau Wien bei und erhielt den Couleurnamen Schmecks. Nach sechs Semestern beendete er sein Studium ohne Abschluss und trat in den Dienst der Länderbank, ehe er sich im Jahre 1925 mit einem Elektrowarengroßhandel selbständig machte. Darüber hinaus fungierte er zu dieser Zeit auch als Generalvertreter des US-amerikanischen Motorradherstellers A.C.E. in Österreich. Den Sitz hatte sein Unternehmen anfangs in der Göschlgasse 2 im dritten Bezirk und später in der etwas nördlicher gelegenen Engelsberggasse 4 im selben Bezirk. Spätestens ab 1927 hatte das Unternehmen seinen Sitz in der Ungargasse 48; das Büro in der bereits erwähnten Engelsberggasse 4 wurde noch kurze Zeit weitergeführt. Ebenfalls 1927 bewarb er in zeitgenössischen Zeitungen den Verkauf einer Herrschaftsvilla in Unterach am Attersee, wobei jedoch nicht hervorging, ob Mazur der Besitzer dieses Anwesens war oder lediglich als Makler fungierte.
Spätestens ab 1934 betrieb Mazur über die Ungargasse 48 die Kobold Staubsaugerfabrik (Vorwerk) auf der Landstraßer Hauptstraße, nachdem er bereits um 1930 von der Ungargasse 48 aus Staubsaugapparate von Kobold vertrieben hatte. Am 4. November 1930 ließ er mit Sitz in der Ungargasse 25 und der Ungargasse 48 ein neues Unternehmen zur fabrikmäßigen Erzeugung technischer Artikel im Firmenbuch eintragen. Im März 1934 wurde Mazur als Mitglied und Vertrauensperson der Vaterländischen Front zur Landespropagandastelle für Wien beordert. In seiner dortigen Funktion berichtete er unter anderem über verschiedene Themen im Hörfunk. Mit Gründung der Kobold Staubsaugerfabrik wurde im November 1934 ins Firmenbuch die „fabrikmäßige Erzeugung von Metallwaren, technischen Artikeln, elektrischen Maschinen und fabrikmäßigen Ausführungen von Emaillierungsarbeiten aller Art, mit Ausschluss jeder Tätigkeit, die an eine besondere Bewilligung (Konzession) gebunden ist“, eingetragen. Bereits in den frühen 1930er Jahren wurde er mit dem Berufstitel des Kommerzialrates geehrt und übernahm im Sommer 1934 die Präsidentenstelle beim Rennweger SV. Bei der Generalversammlung 1937 wurde er als Präsident des Rennweger SV wiedergewählt. Ebenfalls 1937 nahm Mazur an einer großen Kundgebung des Antisemitenbundes in Wien-Landstraße teil. Bereits vor dem Anschluss Österreichs engagierte sich Mazur in der Berufsvertretung und war außerdem Aufsichtsratsmitglied der Wiener Messe AG. Im September 1938 wurde Kommerzialrat Mazur Opfer eines Einbruchsdiebstahles in seiner Wohnung in der Landstraßer Hauptstraße 31. Nach dem Zweiten Weltkrieg betrieb er seinen Elektrohandel weiter und begann sich ab dieser Zeit aktiven in der Österreichischen Volkspartei und im Wirtschaftsbund zu engagieren. Dabei war er unter anderem auch als Redakteur bei den vom Wirtschaftsbund herausgegebenen Mitteilungen des Österreichischen Wirtschaftsbundes der Bezirksleitung Landstraße aktiv.
Als Kandidat für den dritten Wiener Gemeindebezirk (Landstraße) kandidierte er Ende November 1945 bei der Landtags- und Gemeinderatswahl in Wien und schaffte in weiterer Folge aus dem 1. Wahlkreis (Wien-Innen-Ost; 1., 3. und 4. Bezirk) den Einzug in den Wiener Landtag und Gemeinderat. Diesem gehörte er daraufhin vom 13. Dezember 1945 bis zu seinem frühen Ableben am 4. Juni 1957 in drei verschiedenen Wahlperioden (5., 6. und 7.) an und fungierte während dieser Zeit auch vom 20. März 1953 bis zu seinem Tod als Vorsitzender des Wiener Gemeinderates. 1946 war bei der Staatsanwaltschaft Wien ein Verfahren gegen Richard Mazur wegen Registrierungsbetrugs – Mazur war Parteimitglied, ließ sich aber nicht registrieren – gelaufen. Nach seinem todesbedingten Ausscheiden aus dem Wiener Landtag und Gemeinderat folgte ihm der Architekt Johannes Lust als Nachrücker nach und übernahm sein ÖVP-Mandat.
Darüber hinaus war Mazur Innungsmeister der allgemeinen Landesinnung des Gewerbes der Kammer der gewerblichen Wirtschaft Wien, geschäftsführender Bundesinnungsmeisterstellvertreter des Gewerbes in der Bundeskammer der gewerblichen Wirtschaft und Gremialvorsteherstellvertreter des Landesgremiums für den Einzelhandel für Elektrowaren, Radiogeräte und Musikinstrumente in Wien. Im Zuge einer außerordentlichen Generalversammlung wurde Mazur, der davor öffentlicher Verwalter dieser Genossenschaft war, im September 1947 zum Obmann des Vorstands der Volksbank Wien-Landstraße gewählt und hatte dieses Amt bis zu seinem Tod inne. In der Generalversammlung vom 21. Dezember 1949 war der mittlerweile im Palais Weisweiler in der Salesianergasse 3 lebende Mazur in den Aufsichtsrat der Wiener Porzellanfabrik Augarten AG gewählt worden.
Am 4. Juni 1957 starb Mazur nach schwerer Krankheit im Alter von 55 Jahren in seiner Geburts- und Heimatstadt Wien und wurde am 7. Juni 1957 im Familiengrab auf dem Wiener Zentralfriedhof beigesetzt (Gruppe 32 B, Nummer 42).

## Ehrungen und Auszeichnungen (Auswahl)
- Träger des Goldenen Ehrenzeichens für Verdienste um die Republik Österreich (1957)[28]